# Deuxième circonscription de la Sarthe
La deuxième circonscription de la Sarthe est l'une des cinq circonscriptions législatives françaises que compte le département de la Sarthe (72) situé en région Pays de la Loire. 

## Description géographique et démographique

### De 1958 à 1986
La deuxième circonscription de la Sarthe était composée de :
- canton de Bouloire
- canton du Grand-Lucé
- canton du Mans-III
- canton de Montfort-le-Rotrou
- canton de Saint-Calais

Source : Journal Officiel du 14-15 Octobre 1958.

### Depuis 1988
La deuxième circonscription de la Sarthe est délimitée par le découpage électoral de la loi no 86-1197 du 24 novembre 1986
, elle regroupe les divisions administratives suivantes :
- Canton de Bouloire
- Canton du Mans-Est-Campagne
- Canton du Mans-Sud-Est
- Canton du Mans-Sud-Ouest
- Canton du Mans-Ville-Est
- Canton de Montfort-le-Gesnois.

D'après le recensement de la population en 2012, réalisé par l'Institut national de la statistique et des études économiques (Insee), la population totale de cette circonscription est estimée à 118 052 habitants.

## Historique des députations
| Législature | Début de mandat | Fin de mandat  | Député              | Parti politique | Observations                                                                           |
| ----------- | --------------- | -------------- | ------------------- | --------------- | -------------------------------------------------------------------------------------- |
| IXe         | 23 juin 1988    | 1er avril 1993 | Raymond Douyère     | PS              |                                                                                        |
| Xe          | 2 avril 1993    | 21 avril 1997  | Jean-Marie Geveaux  | RPR             | Mandat écourté à la suite d'une dissolution parlementaire décidée par Jacques Chirac.  |
| XIe         | 12 juin 1997    | 18 juin 2002   | Raymond Douyère     | PS              |                                                                                        |
| XIIe        | 19 juin 2002    | 19 juin 2007   | Jean-Marie Geveaux, | UMP,            |                                                                                        |
| XIIIe       | 20 juin 2007    | 19 juin 2012   | Marietta Karamanli  | PS              |                                                                                        |
| XIVe        | 20 juin 2012    | 20 juin 2017   | Marietta Karamanli  | PS              |                                                                                        |
| XVe         | 21 juin 2017    | 21 juin 2022   | Marietta Karamanli  | PS              |                                                                                        |
| XVIe        | 22 juin 2022    | 9 juin 2024    | Marietta Karamanli  | PS              | Mandat écourté à la suite d'une dissolution parlementaire décidée par Emmanuel Macron. |
| XVIIe       | 8 juillet 2024  | En cours       | Marietta Karamanli  | PS              |                                                                                        |

## Historique des élections

### Élections de 1958
| Candidat              | Candidat             | Parti          | Premier tour | Premier tour | Second tour | Second tour |  |
| Candidat              | Candidat             | Parti          | Voix         | %            | Voix        | %           |  |
| --------------------- | -------------------- | -------------- | ------------ | ------------ | ----------- | ----------- |  |
|                       | Fernand Poignant élu | Soc.ind.       | 13 235       | 32,00        | 17 166      | 39,76       |  |
|                       | André Gaubert        | UNR            | 11 714       | 28,32        | 14 417      | 33,39       |  |
|                       | Robert Manceau       | PCF            | 11 141       | 26,94        | 11 593      | 26,85       |  |
|                       | Joseph Rouxel        | MRP            | 3 113        | 7,53         | Retrait     | Retrait     |  |
|                       | Maurice Beaulaton    | SFIO           | 2 159        | 5,22         | Retrait     | Retrait     |  |
|                       |                      |                |              |              |             |             |  |
| Inscrits              | Inscrits             | Inscrits       | 57 291       | 100,00       | 57 275      | 100,00      |  |
| Abstentions           | Abstentions          | Abstentions    | 14 646       | 25,56        | 13 394      | 23,39       |  |
| Votants               | Votants              | Votants        | 42 645       | 74,44        | 43 881      | 76,61       |  |
| Blancs et nuls        | Blancs et nuls       | Blancs et nuls | 1 283        | 3,01         | 705         | 1,61        |  |
| Exprimés              | Exprimés             | Exprimés       | 41 362       | 96,99        | 43 176      | 98,39       |  |
| Source : Data.gouv.fr |                      |                |              |              |             |             |  |

Le suppléant de Fernand Poignant était André Pioger, enseignant au Mans, ancien résistant.

### Élections de 1962
| Candidat              | Candidat                 | Parti          | Premier tour | Premier tour | Second tour | Second tour |  |
| Candidat              | Candidat                 | Parti          | Voix         | %            | Voix        | %           |  |
| --------------------- | ------------------------ | -------------- | ------------ | ------------ | ----------- | ----------- |  |
|                       | Robert Manceau élu       | PCF            | 13 466       | 37,53        | 17 333      | 41,97       |  |
|                       | René Hilleret            | UNR-UDT        | 10 494       | 29,25        | 14 032      | 33,97       |  |
|                       | Fernand Poignant sortant | Soc.ind.       | 9 544        | 26,6         | 9 937       | 24,06       |  |
|                       | Émile Bourneuf           | PSU            | 1 473        | 4,11         |             |             |  |
|                       | Georges Provost          | Extrême droite | 902          | 2,51         |             |             |  |
|                       |                          |                |              |              |             |             |  |
| Inscrits              | Inscrits                 | Inscrits       | 58 702       | 100,00       | 58 696      | 100,00      |  |
| Abstentions           | Abstentions              | Abstentions    | 21 460       | 36,56        | 16 643      | 28,35       |  |
| Votants               | Votants                  | Votants        | 37 242       | 63,44        | 42 053      | 71,65       |  |
| Blancs et nuls        | Blancs et nuls           | Blancs et nuls | 1 363        | 3,66         | 751         | 1,79        |  |
| Exprimés              | Exprimés                 | Exprimés       | 35 879       | 96,34        | 41 302      | 98,21       |  |
| Source : Data.gouv.fr |                          |                |              |              |             |             |  |

Le suppléant de Robert Manceau était Armand Rosier, conseiller municipal de Saint-Michel-de-Chavaignes.

### Élections de 1967
| Candidat              | Candidat                     | Parti          | Premier tour | Premier tour | Second tour | Second tour |  |
| Candidat              | Candidat                     | Parti          | Voix         | %            | Voix        | %           |  |
| --------------------- | ---------------------------- | -------------- | ------------ | ------------ | ----------- | ----------- |  |
|                       | Robert Manceau sortant réélu | PCF            | 21 523       | 44,92        | 26 646      | 56,15       |  |
|                       | Jacques Chaumont             | UD-Ve          | 15 312       | 31,96        | 20 808      | 43,85       |  |
|                       | Fernand Poignant             | Soc.ind.       | 7 670        | 16,01        | Retrait     | Retrait     |  |
|                       | Robert Collet                | FGDS (SFIO)    | 3 408        | 7,11         |             |             |  |
|                       |                              |                |              |              |             |             |  |
| Inscrits              | Inscrits                     | Inscrits       | 61 351       | 100,00       | 61 325      | 100,00      |  |
| Abstentions           | Abstentions                  | Abstentions    | 12 342       | 20,12        | 12 412      | 20,24       |  |
| Votants               | Votants                      | Votants        | 49 009       | 79,88        | 48 913      | 79,76       |  |
| Blancs et nuls        | Blancs et nuls               | Blancs et nuls | 1 096        | 2,24         | 1 459       | 2,98        |  |
| Exprimés              | Exprimés                     | Exprimés       | 47 913       | 97,76        | 47 454      | 97,02       |  |
| Source : Data.gouv.fr |                              |                |              |              |             |             |  |

Le suppléant de Robert Manceau était Armand Rosier.

### Élections de 1968
| Candidat              | Candidat               | Parti          | Premier tour | Premier tour | Second tour | Second tour |  |
| Candidat              | Candidat               | Parti          | Voix         | %            | Voix        | %           |  |
| --------------------- | ---------------------- | -------------- | ------------ | ------------ | ----------- | ----------- |  |
|                       | Jacques Chaumont élu   | UDR (URP)      | 21 468       | 44,46        | 25 192      | 52,61       |  |
|                       | Robert Manceau sortant | PCF            | 19 580       | 40,55        | 22 693      | 47,39       |  |
|                       | Christian Juteau       | PSU            | 4 040        | 8,37         |             |             |  |
|                       | Guy Henri              | FGDS (SFIO)    | 3 198        | 6,62         |             |             |  |
|                       |                        |                |              |              |             |             |  |
| Inscrits              | Inscrits               | Inscrits       | 61 814       | 100,00       | 61 803      | 100,00      |  |
| Abstentions           | Abstentions            | Abstentions    | 12 515       | 20,25        | 12 730      | 20,6        |  |
| Votants               | Votants                | Votants        | 49 299       | 79,75        | 49 073      | 79,4        |  |
| Blancs et nuls        | Blancs et nuls         | Blancs et nuls | 1 013        | 2,05         | 1 188       | 2,42        |  |
| Exprimés              | Exprimés               | Exprimés       | 48 286       | 97,95        | 47 885      | 97,58       |  |
| Source : Data.gouv.fr |                        |                |              |              |             |             |  |

Le suppléant de Jacques Chaumont était le Docteur Jacques Renier, médecin, ancien résistant, conseiller municipal du Mans.

### Élections de 1973
| Candidat              | Candidat                       | Parti          | Premier tour | Premier tour | Second tour | Second tour |  |
| Candidat              | Candidat                       | Parti          | Voix         | %            | Voix        | %           |  |
| --------------------- | ------------------------------ | -------------- | ------------ | ------------ | ----------- | ----------- |  |
|                       | Jacques Chaumont sortant réélu | UDR (URP)      | 22 465       | 40,72        | 27 823      | 50,09       |  |
|                       | Robert Manceau                 | PCF            | 19 903       | 36,08        | 27 719      | 49,91       |  |
|                       | Raymond Douyère                | PS (UGSD)      | 8 917        | 16,16        | Retrait     | Retrait     |  |
|                       | Achille-Louis Caudron          | MR             | 3 232        | 5,86         |             |             |  |
|                       | Marie-Claude Rousseau          | LCR            | 652          | 1,18         |             |             |  |
|                       |                                |                |              |              |             |             |  |
| Inscrits              | Inscrits                       | Inscrits       | 67 861       | 100,00       | 67 850      | 100,00      |  |
| Abstentions           | Abstentions                    | Abstentions    | 11 571       | 17,05        | 10 676      | 15,73       |  |
| Votants               | Votants                        | Votants        | 56 290       | 82,95        | 57 174      | 84,27       |  |
| Blancs et nuls        | Blancs et nuls                 | Blancs et nuls | 1 121        | 1,99         | 1 632       | 2,85        |  |
| Exprimés              | Exprimés                       | Exprimés       | 55 169       | 98,01        | 55 542      | 97,15       |  |
| Source : Data.gouv.fr |                                |                |              |              |             |             |  |

Le suppléant de Jacques Chaumont était le Docteur Jacques Renier.

### Élections de 1978
| Candidat              | Candidat          | Parti          | Premier tour | Premier tour | Second tour | Second tour |  |
| Candidat              | Candidat          | Parti          | Voix         | %            | Voix        | %           |  |
| --------------------- | ----------------- | -------------- | ------------ | ------------ | ----------- | ----------- |  |
|                       | Daniel Boulay élu | PCF            | 20 426       | 30,36        | 36 669      | 53,39       |  |
|                       | Jean-Paul Parisot | RPR            | 17 551       | 26,09        | 32 006      | 46,61       |  |
|                       | Raymond Douyère   | PS             | 15 046       | 22,37        | Retrait     | Retrait     |  |
|                       | Bertrand Louvel   | UDF (CDS)      | 8 955        | 13,31        |             |             |  |
|                       | Gérard Hamelin    | CNIP           | 2 022        | 3,01         |             |             |  |
|                       | Annick Pergue     | LO             | 977          | 1,45         |             |             |  |
|                       | Paul Guilmet      | FRP            | 938          | 1,39         |             |             |  |
|                       | Rémi Clavreul     | PSU (FA)       | 770          | 1,14         |             |             |  |
|                       | Arlette Lemale    | LCR            | 589          | 0,88         |             |             |  |
|                       |                   |                |              |              |             |             |  |
| Inscrits              | Inscrits          | Inscrits       | 81 155       | 100,00       | 81 118      | 100,00      |  |
| Abstentions           | Abstentions       | Abstentions    | 12 050       | 14,85        | 10 406      | 12,83       |  |
| Votants               | Votants           | Votants        | 69 105       | 85,15        | 70 712      | 87,17       |  |
| Blancs et nuls        | Blancs et nuls    | Blancs et nuls | 1 831        | 2,65         | 2 037       | 2,88        |  |
| Exprimés              | Exprimés          | Exprimés       | 67 274       | 97,35        | 68 675      | 97,12       |  |
| Source : Data.gouv.fr |                   |                |              |              |             |             |  |

Le suppléant de Daniel Boulay était Jean-Claude Laude, maire de Champagné.

### Élections de 1981
| Candidat       | Candidat              | Parti          | Premier tour | Premier tour | Second tour | Second tour |  |
| Candidat       | Candidat              | Parti          | Voix         | %            | Voix        | %           |  |
| -------------- | --------------------- | -------------- | ------------ | ------------ | ----------- | ----------- |  |
|                | Raymond Douyère élu   | PS             | 19 294       | 33,92        | 37 482      | 62,46       |  |
|                | Daniel Boulay sortant | PCF            | 18 263       | 32,10        | Retrait     | Retrait     |  |
|                | Jean-Paul Angevin     | UDF (CDS)      | 16 197       | 28,47        | 22 525      | 37,54       |  |
|                | Philippe Leblanc      | Divers droite  | 3 132        | 5,51         |             |             |  |
|                |                       |                |              |              |             |             |  |
| Inscrits       | Inscrits              | Inscrits       | 84 611       | 100,00       | 84 632      | 100,00      |  |
| Abstentions    | Abstentions           | Abstentions    | 26 714       | 31,57        | 23 115      | 27,31       |  |
| Votants        | Votants               | Votants        | 57 897       | 68,43        | 61 517      | 72,69       |  |
| Blancs et nuls | Blancs et nuls        | Blancs et nuls | 1 011        | 1,75         | 1 510       | 2,45        |  |
| Exprimés       | Exprimés              | Exprimés       | 56 886       | 98,25        | 60 007      | 97,55       |  |

Le suppléant de Raymond Douyère était Pierre Rouzière, adjoint au maire du Mans.

### Élections de 1988
| Candidat       | Candidat                      | Parti           | Premier tour | Premier tour | Second tour | Second tour |  |
| Candidat       | Candidat                      | Parti           | Voix         | %            | Voix        | %           |  |
| -------------- | ----------------------------- | --------------- | ------------ | ------------ | ----------- | ----------- |  |
|                | Raymond Douyère sortant réélu | PS              | 20 441       | 43,49        | 30 753      | 65,45       |  |
|                | Jean Daunay                   | UDF (Rad) (URC) | 11 970       | 25,47        | 16 234      | 34,55       |  |
|                | Daniel Boulay                 | PCF             | 11 357       | 24,16        | Retrait     | Retrait     |  |
|                | Josette Vigoureux-Marchand    | FN              | 2 747        | 5,84         |             |             |  |
|                | Yves Paumier                  | POE             | 490          | 1,04         |             |             |  |
|                |                               |                 |              |              |             |             |  |
| Inscrits       | Inscrits                      | Inscrits        | 76 645       | 100,00       | 76 620      | 100,00      |  |
| Abstentions    | Abstentions                   | Abstentions     | 28 400       | 37,05        | 27 688      | 36,14       |  |
| Votants        | Votants                       | Votants         | 48 245       | 62,95        | 48 932      | 63,86       |  |
| Blancs et nuls | Blancs et nuls                | Blancs et nuls  | 1 240        | 2,57         | 1 945       | 3,97        |  |
| Exprimés       | Exprimés                      | Exprimés        | 47 005       | 97,43        | 46 987      | 96,03       |  |

Le suppléant de Raymond Douyère était Jacques Terroire, maire d'Yvré-l'Évêque.

### Élections de 1993
| Candidat       | Candidat                | Parti          | Premier tour | Premier tour | Second tour | Second tour |  |
| Candidat       | Candidat                | Parti          | Voix         | %            | Voix        | %           |  |
| -------------- | ----------------------- | -------------- | ------------ | ------------ | ----------- | ----------- |  |
|                | Jean-Marie Geveaux élu  | RPR            | 12 694       | 26,02        | 24 994      | 52,23       |  |
|                | Raymond Douyère sortant | PS (ADFP)      | 8 056        | 16,51        | 22 863      | 47,77       |  |
|                | Patrick Piard           | UDF (CDS)      | 5 762        | 11,81        |             |             |  |
|                | Daniel Boulay           | PCF            | 5 626        | 11,53        |             |             |  |
|                | Philippe Goude          | SÉGA           | 5 131        | 10,52        |             |             |  |
|                | Charles Met             | FN             | 4 451        | 9,12         |             |             |  |
|                | Jean-François Paquin    | GÉ (EÉ)        | 3 352        | 6,87         |             |             |  |
|                | Henri Leyraud           | LT-LNÉ         | 2 075        | 4,25         |             |             |  |
|                | Gérard Desiles          | PT             | 833          | 1,71         |             |             |  |
|                | Michel de Pierrepont    | LO             | 805          | 1,65         |             |             |  |
|                |                         |                |              |              |             |             |  |
| Inscrits       | Inscrits                | Inscrits       | 79 333       | 100,00       | 79 324      | 100,00      |  |
| Abstentions    | Abstentions             | Abstentions    | 26 710       | 33,67        | 27 256      | 34,36       |  |
| Votants        | Votants                 | Votants        | 52 623       | 66,33        | 52 068      | 65,64       |  |
| Blancs et nuls | Blancs et nuls          | Blancs et nuls | 3 838        | 7,29         | 4 211       | 8,09        |  |
| Exprimés       | Exprimés                | Exprimés       | 48 785       | 92,71        | 47 857      | 91,91       |  |

Le suppléant de Jean-Marie Geveaux était Claude Plais, maire de Thorigné-sur-Dué.

### Élections de 1997
| Candidat       | Candidat                   | Parti          | Premier tour | Premier tour | Second tour | Second tour |  |
| Candidat       | Candidat                   | Parti          | Voix         | %            | Voix        | %           |  |
| -------------- | -------------------------- | -------------- | ------------ | ------------ | ----------- | ----------- |  |
|                | Raymond Douyère élu        | PS             | 14 873       | 29,8         | 30 638      | 58,47       |  |
|                | Jean-Marie Geveaux sortant | RPR            | 14 090       | 28,23        | 21 761      | 41,53       |  |
|                | Charles Met                | FN             | 5 799        | 11,62        |             |             |  |
|                | Christian Martin           | PCF            | 4 994        | 10           |             |             |  |
|                | Philippe Goude             | SÉGA           | 3 167        | 6,34         |             |             |  |
|                | Yves Chéere                | LO             | 1 777        | 3,56         |             |             |  |
|                | Lionel Renusson            | Les Verts      | 1 535        | 3,08         |             |             |  |
|                | Jean-Claude Jouanneau      | LDI (MPF)      | 1 258        | 2,52         |             |             |  |
|                | Françoise Zeitoun          | GÉ             | 1 045        | 2,09         |             |             |  |
|                | Auguste Huberdeau          | MÉI            | 717          | 1,44         |             |             |  |
|                | Philippe Turpin            | US4J           | 661          | 1,32         |             |             |  |
|                |                            |                |              |              |             |             |  |
| Inscrits       | Inscrits                   | Inscrits       | 79 138       | 100,00       | 79 127      | 100,00      |  |
| Abstentions    | Abstentions                | Abstentions    | 26 296       | 33,23        | 23 549      | 29,76       |  |
| Votants        | Votants                    | Votants        | 52 842       | 66,77        | 55 578      | 70,24       |  |
| Blancs et nuls | Blancs et nuls             | Blancs et nuls | 2 926        | 5,54         | 3 179       | 5,72        |  |
| Exprimés       | Exprimés                   | Exprimés       | 49 916       | 94,46        | 52 399      | 94,28       |  |

Le suppléant de Raymond Douyère était Patrick Delpech, secrétaire fédéral du PS, du Mans.

### Élection partielle du 12 et 19 mars 2000
Raymond Douyère a démissionné le 31 décembre 1999 après avoir été nommé au Conseil de la politique monétaire de la Banque de France. Une élection partielle est donc organisée. 
| Candidat       | Candidat               | Parti          | Premier tour | Premier tour | Second tour | Second tour |  |
| Candidat       | Candidat               | Parti          | Voix         | %            | Voix        | %           |  |
| -------------- | ---------------------- | -------------- | ------------ | ------------ | ----------- | ----------- |  |
|                | Jean-Marie Geveaux élu | RPR (UDF)      | 11 223       | 37,31        | 16 881      | 51,47       |  |
|                | Géraud Guibert         | PS             | 7 834        | 26,04        | 15 914      | 48,53       |  |
|                | Christian Martin       | PCF            | 2 597        | 8,63         |             |             |  |
|                | Sylvie Granger         | Les Verts      | 2 269        | 7,54         |             |             |  |
|                | Claude Picault         | Divers gauche  | 1 812        | 6,02         |             |             |  |
|                | Pierre-Jean Bodiger    | FN             | 1 640        | 5,45         |             |             |  |
|                | Lionel Robert          | RPF            | 1 264        | 4,20         |             |             |  |
|                | Jean-Claude Barlemont  | MNR            | 513          | 1,71         |             |             |  |
|                | Jean-Philippe Melchior | LCR            | 444          | 1,48         |             |             |  |
|                | Heidemarie Schluter    | Divers         | 408          | 1,36         |             |             |  |
|                | Jacques Dehergne       | Divers         | 68           | 0,26         |             |             |  |
|                |                        |                |              |              |             |             |  |
| Inscrits       | Inscrits               | Inscrits       | 79 486       | 100,00       | 79 480      | 100,00      |  |
| Abstentions    | Abstentions            | Abstentions    | 47 562       | 59,84        | 44 737      | 56,29       |  |
| Votants        | Votants                | Votants        | 31 924       | 40,16        | 34 743      | 43,71       |  |
| Blancs et nuls | Blancs et nuls         | Blancs et nuls | 1 842        | 5,77         | 1 942       | 5,59        |  |
| Exprimés       | Exprimés               | Exprimés       | 30 082       | 94,23        | 32 801      | 94,41       |  |

### Élections de 2002
| Candidat       | Candidat                         | Parti          | Premier tour | Premier tour | Second tour | Second tour |  |
| Candidat       | Candidat                         | Parti          | Voix         | %            | Voix        | %           |  |
| -------------- | -------------------------------- | -------------- | ------------ | ------------ | ----------- | ----------- |  |
|                | Jean-Marie Geveaux sortant réélu | UMP            | 20 163       | 42,5         | 22 389      | 52,15       |  |
|                | Géraud Guibert                   | PS             | 14 445       | 30,45        | 20 546      | 47,85       |  |
|                | Pierre-Jean Bodiger              | FN             | 3 631        | 7,65         |             |             |  |
|                | Jean-Claude Laude                | PCF            | 2 206        | 4,65         |             |             |  |
|                | Brigitte Haudebourg              | SÉGA           | 1 427        | 3,01         |             |             |  |
|                | Jean-Christophe Gavallet         | Les Verts      | 1 418        | 2,99         |             |             |  |
|                | Frédéric Madelin                 | LCR            | 842          | 1,77         |             |             |  |
|                | Yves Chéère                      | LO             | 738          | 1,56         |             |             |  |
|                | Jean-Claude Jouanneau            | MPF            | 509          | 1,07         |             |             |  |
|                | Jean-Claude Barlemont            | MNR            | 485          | 1,02         |             |             |  |
|                | Jean-Claude Galmard              | Divers         | 368          | 0,78         |             |             |  |
|                | Eric Viot                        | MÉI            | 338          | 0,71         |             |             |  |
|                | Gérard Désiles                   | PT             | 282          | 0,59         |             |             |  |
|                | Yahia Dit Driss Nabi             | Divers         | 272          | 0,57         |             |             |  |
|                | Philippe Marie                   | CNIP           | 175          | 0,37         |             |             |  |
|                | Christelle Houdbine              | GÉ             | 147          | 0,31         |             |             |  |
|                |                                  |                |              |              |             |             |  |
| Inscrits       | Inscrits                         | Inscrits       | 79 492       | 100,00       | 79 487      | 100,00      |  |
| Abstentions    | Abstentions                      | Abstentions    | 30 734       | 38,66        | 35 147      | 44,22       |  |
| Votants        | Votants                          | Votants        | 48 758       | 61,34        | 44 340      | 55,78       |  |
| Blancs et nuls | Blancs et nuls                   | Blancs et nuls | 1 312        | 2,69         | 1 405       | 3,17        |  |
| Exprimés       | Exprimés                         | Exprimés       | 47 446       | 97,31        | 42 935      | 96,83       |  |

La suppléante de Jean-Marie Geveaux était Brigitte Caminati, maire adjointe du Breil-sur-Mérize.

### Élections de 2007
| Candidat       | Candidat                   | Parti          | Premier tour | Premier tour | Second tour | Second tour |  |
| Candidat       | Candidat                   | Parti          | Voix         | %            | Voix        | %           |  |
| -------------- | -------------------------- | -------------- | ------------ | ------------ | ----------- | ----------- |  |
|                | Jean-Marie Geveaux sortant | UMP            | 19 986       | 42,93        | 21 261      | 47,52       |  |
|                | Marietta Karamanli élue    | PS             | 15 965       | 34,29        | 23 476      | 52,48       |  |
|                | Pascaline Treton           | UDF–MoDem      | 2 526        | 5,43         |             |             |  |
|                | Pascale Soulard            | PCF            | 1 661        | 3,57         |             |             |  |
|                | Joël Métivier              | FN             | 1 596        | 3,43         |             |             |  |
|                | Alexis Braud               | Les Verts      | 1 405        | 3,02         |             |             |  |
|                | Frédéric Madelin           | LCR            | 1 341        | 2,88         |             |             |  |
|                | Marie-Noëlle Parcheminal   | MPF            | 665          | 1,43         |             |             |  |
|                | Yves Chéère                | LO             | 534          | 1,15         |             |             |  |
|                | Michel Pageard             | PT             | 431          | 0,93         |             |             |  |
|                | Fabienne Gandemer          | Divers         | 281          | 0,6          |             |             |  |
|                | André Dovillez             | MNR            | 169          | 0,36         |             |             |  |
|                |                            |                |              |              |             |             |  |
| Inscrits       | Inscrits                   | Inscrits       | 82 212       | 100,00       | 82 209      | 100,00      |  |
| Abstentions    | Abstentions                | Abstentions    | 34 304       | 41,73        | 36 250      | 44,09       |  |
| Votants        | Votants                    | Votants        | 47 908       | 58,27        | 45 959      | 55,91       |  |
| Blancs et nuls | Blancs et nuls             | Blancs et nuls | 1 348        | 2,81         | 1 222       | 2,66        |  |
| Exprimés       | Exprimés                   | Exprimés       | 46 560       | 97,19        | 44 737      | 97,34       |  |

### Élections de 2012
| Candidat       | Candidat                           | Parti                                       | Premier tour | Premier tour | Second tour | Second tour |  |
| Candidat       | Candidat                           | Parti                                       | Voix         | %            | Voix        | %           |  |
| -------------- | ---------------------------------- | ------------------------------------------- | ------------ | ------------ | ----------- | ----------- |  |
|                | Marietta Karamanli sortante réélue | PS                                          | 22 024       | 48,15        | 27 506      | 64,53       |  |
|                | Philippe Métivier                  | UMP                                         | 10 966       | 23,97        | 15 121      | 35,47       |  |
|                | Marie d'Herbais                    | RBM (FN)                                    | 6 182        | 13,52        |             |             |  |
|                | Pascale Soulard                    | FG (PCF)                                    | 2 538        | 5,55         |             |             |  |
|                | Rémy Batiot                        | EÉLV                                        | 1 277        | 2,79         |             |             |  |
|                | François Le Forestier              | Divers droite (AC, PCD, CNIP, MPF, PLD, FE) | 805          | 1,76         |             |             |  |
|                | Didier Fouché                      | POI                                         | 506          | 1,11         |             |             |  |
|                | Martine Roulland                   | PRV                                         | 399          | 0,87         |             |             |  |
|                | André Dovillez                     | MNR                                         | 317          | 0,69         |             |             |  |
|                | Nelly Guet                         | NC                                          | 301          | 0,66         |             |             |  |
|                | Yves Cheere                        | LO                                          | 251          | 0,55         |             |             |  |
|                | Benjamin Sainty                    | NPA                                         | 174          | 0,38         |             |             |  |
|                |                                    |                                             |              |              |             |             |  |
| Inscrits       | Inscrits                           | Inscrits                                    | 83 350       | 100,00       | 83 343      | 100,00      |  |
| Abstentions    | Abstentions                        | Abstentions                                 | 36 571       | 43,88        | 39 082      | 46,89       |  |
| Votants        | Votants                            | Votants                                     | 46 779       | 56,12        | 44 261      | 53,11       |  |
| Blancs et nuls | Blancs et nuls                     | Blancs et nuls                              | 1 039        | 2,22         | 1 634       | 3,69        |  |
| Exprimés       | Exprimés                           | Exprimés                                    | 45 740       | 97,78        | 42 627      | 96,31       |  |

### Élections de 2017
|                                                                           |                                                                           |                           |                           |                          |                          |
|                                                                           |                                                                           | Premier tour 11 juin 2017 | Premier tour 11 juin 2017 | Second tour 18 juin 2017 | Second tour 18 juin 2017 |
|                                                                           |                                                                           |                           |                           |                          |                          |
|                                                                           |                                                                           | Nombre                    | % des inscrits            | Nombre                   | % des inscrits           |
| Inscrits                                                                  | Inscrits                                                                  | 82 004                    | 100,00                    | 81 984                   | 100,00                   |
| Abstentions                                                               | Abstentions                                                               | 42 059                    | 51,29                     | 49 063                   | 59,84                    |
| Votants                                                                   | Votants                                                                   | 39 945                    | 48,71                     | 32 921                   | 40,16                    |
|                                                                           |                                                                           |                           | % des votants             |                          | % des votants            |
| Bulletins blancs                                                          | Bulletins blancs                                                          | 968                       | 2,42                      | 2 779                    | 8,44                     |
| Bulletins nuls                                                            | Bulletins nuls                                                            | 155                       | 0,39                      | 742                      | 2,25                     |
| Suffrages exprimés                                                        | Suffrages exprimés                                                        | 38 822                    | 97,19                     | 29 400                   | 89,30                    |
|                                                                           |                                                                           |                           |                           |                          |                          |
| Candidat Étiquette politique (partis et alliances)                        | Candidat Étiquette politique (partis et alliances)                        | Voix                      | % des exprimés            | Voix                     | % des exprimés           |
|                                                                           |                                                                           |                           |                           |                          |                          |
|                                                                           | Aurélie Perot La République en marche                                     | 10 021                    | 25,81                     | 11 208                   | 38,12                    |
|                                                                           | Marietta Karamanli (députée sortante) Parti socialiste                    | 9 355                     | 24,10                     | 18 192                   | 61,88                    |
|                                                                           | Samuel Chevallier Union des démocrates et indépendants (Les Républicains) | 6 191                     | 15,95                     |                          |                          |
|                                                                           | Pascal Nicot Front national                                               | 5 086                     | 13,10                     |                          |                          |
|                                                                           | Matthias Tavel La France insoumise                                        | 4 735                     | 12,20                     |                          |                          |
|                                                                           | Élisabeth Sesma Europe Écologie Les Verts                                 | 1 164                     | 3,00                      |                          |                          |
|                                                                           | Éric Trochon Debout la France                                             | 752                       | 1,94                      |                          |                          |
|                                                                           | Saïda Safir Parti communiste français                                     | 602                       | 1,55                      |                          |                          |
|                                                                           | Yves Cheère Lutte ouvrière                                                | 365                       | 0,94                      |                          |                          |
|                                                                           | Céline Ricci Divers (Union populaire républicaine)                        | 280                       | 0,72                      |                          |                          |
|                                                                           | Mohamed Bentahar Divers gauche (Nouvelle Donne)                           | 176                       | 0,45                      |                          |                          |
|                                                                           | Vincent Picavez Extrême gauche (Communistes)                              | 95                        | 0,24                      |                          |                          |
| Source : Ministère de l'Intérieur - Deuxième circonscription de la Sarthe |                                                                           |                           |                           |                          |                          |

### Élections de 2022
| Résultats des élections législatives des 12 et 19 juin 2022 de la 2e circonscription de la Sarthe |                          |                          |                          |              |              |             |             |
| Candidat                                                                                          | Candidat                 | Parti et coalition       | Nuance                   | Premier tour | Premier tour | Second tour | Second tour |
| Candidat                                                                                          | Candidat                 | Parti et coalition       | Nuance                   | Voix         | %            | Voix        | %           |
|                                                                                                   | Marietta Karamanli,      | PS (NUPES)               | NUP                      | 12 668       | 36,53        | 20 399      | 63,06       |
|                                                                                                   | Angéline Furet           | RN                       | RN                       | 7 261        | 20,94        | 11 952      | 36,94       |
|                                                                                                   | Alexandra Monet          | H (ENS)                  | ENS                      | 6 517        | 18,79        |             |             |
|                                                                                                   | François Le Forestier    | LR (UDC)                 | LR                       | 2 985        | 8,61         |             |             |
|                                                                                                   | Muriel Cabaret,          | PS diss.                 | DVG                      | 2 323        | 6,70         |             |             |
|                                                                                                   | Olivier Beslier          | REC                      | REC                      | 987          | 2,85         |             |             |
|                                                                                                   | Marylin Zbirou           | EAC                      | ECO                      | 874          | 2,52         |             |             |
|                                                                                                   | Éric Trochon             | DLF (UPF)                | DSV                      | 480          | 1,38         |             |             |
|                                                                                                   | Thomas Hubert            | LO                       | DXG                      | 304          | 0,88         |             |             |
|                                                                                                   | Serge Jover              | POID                     | DXG                      | 189          | 0,55         |             |             |
|                                                                                                   | Vincent Picavez          | PCRF                     | DXG                      | 88           | 0,25         |             |             |
| Votes valides                                                                                     | Votes valides            | Votes valides            | Votes valides            | 34 676       | 97,18        | 32 351      | 89,96       |
| Votes blancs                                                                                      | Votes blancs             | Votes blancs             | Votes blancs             | 868          | 2,43         | 3 039       | 8,45        |
| Votes nuls                                                                                        | Votes nuls               | Votes nuls               | Votes nuls               | 138          | 0,39         | 572         | 1,59        |
| Total                                                                                             | Total                    | Total                    | Total                    | 35 682       | 100          | 35 962      | 100         |
| Abstention                                                                                        | Abstention               | Abstention               | Abstention               | 47 585       | 57,15        | 47 316      | 56,82       |
| Inscrits / participation                                                                          | Inscrits / participation | Inscrits / participation | Inscrits / participation | 83 267       | 42,85        | 83 278      | 43,18       |

### Élections de 2024
| Candidat                 | Candidat                 | Parti et coalition       | Nuance                   | Premier tour | Premier tour | Second tour | Second tour |
| Candidat                 | Candidat                 | Parti et coalition       | Nuance                   | Voix         | %            | Voix        | %           |
| ------------------------ | ------------------------ | ------------------------ | ------------------------ | ------------ | ------------ | ----------- | ----------- |
|                          | Marietta Karamanli       | PS (NFP)                 | UG                       | 20 700       | 39,95        | 28 660      | 57,31       |
|                          | François Fèvre           | RAD (RN)                 | UXD                      | 18 282       | 35,29        | 21 349      | 42,69       |
|                          | Samuel Chevallier        | UDI (ENS)                | UDI                      | 11 962       | 23,09        | Retrait     | Retrait     |
|                          | Thomas Hubert            | LO                       | EXG                      | 776          | 1,50         |             |             |
|                          | Clément Cheuret          | SE                       | DIV                      | 91           | 0,18         |             |             |
|                          |                          |                          |                          |              |              |             |             |
| Votes valides            | Votes valides            | Votes valides            | Votes valides            | 51 811       | 96,58        | 50 009      | 92,97       |
| Votes blancs             | Votes blancs             | Votes blancs             | Votes blancs             | 1 510        | 2,81         | 3 221       | 5,99        |
| Votes nuls               | Votes nuls               | Votes nuls               | Votes nuls               | 322          | 0,60         | 563         | 1,05        |
| Total                    | Total                    | Total                    | Total                    | 53 643       | 100          | 53 793      | 100         |
| Abstention               | Abstention               | Abstention               | Abstention               | 30 121       | 35,96        | 29 986      | 35,79       |
| Inscrits / participation | Inscrits / participation | Inscrits / participation | Inscrits / participation | 83 764       | 64,04        | 83 779      | 64,21       |

#### Département de la Sarthe
- La fiche de l'INSEE de cette circonscription : « Tableaux et Analyses de la deuxième circonscription de la Sarthe », sur insee.fr, site de l'Institut national de la statistique et des études économiques (consulté le 10 juin 2007) [PDF]

- « Tous les députés du département de la Sarthe depuis 1789 », sur assemblee-nationale.fr, site de l'Assemblée nationale française (consulté le 10 juin 2007)

- « Informations contentieuses sur le département de la Sarthe (Élections législatives de 2002) »(Archive.org • Wikiwix • Archive.is • Google • Que faire ?), sur conseil-constitutionnel.fr, site du Conseil constitutionnel (consulté le 13 juin 2007)

#### Circonscriptions en France
- « Carte des circonscriptions législatives en France », sur assemblee-nationale.fr, site de l'Assemblée nationale française (consulté le 10 juin 2007)

- « Résultats électoraux officiels en France »(Archive.org • Wikiwix • Archive.is • Google • Que faire ?), sur interieur.gouv.fr, site du ministère de l'Intérieur (France) (consulté le 13 juin 2007)

- Description et Atlas des circonscriptions électorales de France sur http://www.atlaspol.com, Atlaspol, site de cartographie géopolitique, consulté le 13 juin 2007.